# José Emperaire
José Emperaire (auch: Joseph, * 10. März 1912, Semons, Isère; † 12. Dezember 1958, Posonby, Riesco, Chile) war ein französischer Ethnologe am Musée de l’Homme in Paris. Er arbeitete in der Amerika-Abteilung und war Spezialist für die Ureinwohner Feuerlands, besonders für die Kawesqar. Er verstarb sehr früh, als er bei Ausgrabungsarbeiten in einer Höhle verschüttet wurde, am 12. Dezember 1958.

## Leben
Emperaire wurde in Semons in Frankreich geboren. Nach seinem Abitur studierte er Ethnologie und schlug eine wissenschaftliche Laufbahn ein. Er wurde Mitarbeiter des Centre national de la recherche scientifique und 1958 zum Chargé de recherche (Forschungsbeauftragten) ernannt.
Ab 1945 nahm er an Forschungen zur Prähistorie in Frankreich teil und schloss seine Ausbildung am Musée de l’Homme und an der Universität Lyon ab.

## Werk

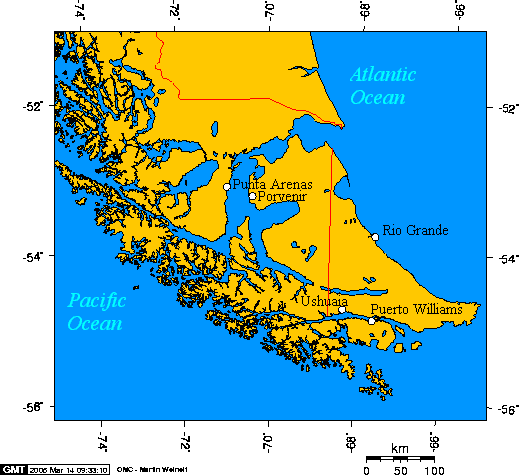
La Terre de Feu: Landkarte mit der Ortsangabe

Emperaire wurde vom Musée de l'Homme mit einer ethnographischen Mission in Ost-Patagonien beauftragt. Dazu befuhr er von Dezember 1945 bis August 1948 in Begleitung von Louis Robin das Inselreich mit einer 7-Meter-Yacht. Sie fertigten ethnologische, linguistische, und anthropologische Studien an zu den letzten überlebenden Gruppen von Feuerländern, besonders den Kawesqar. Er führte auch eine erste archäologische Erkundung und Ausgrabungen an Fundstellen in der Magellanstraße und Feuerland durch.
Auf Wunsch von Paul Rivet unternahm er dann Ausgrabungen in Brasilien am Río Paraná und unterrichtete an der Universidade Federal do Paraná.
Er war Mitglied der Société des Américanistes.

## Tod und Vermächtnis

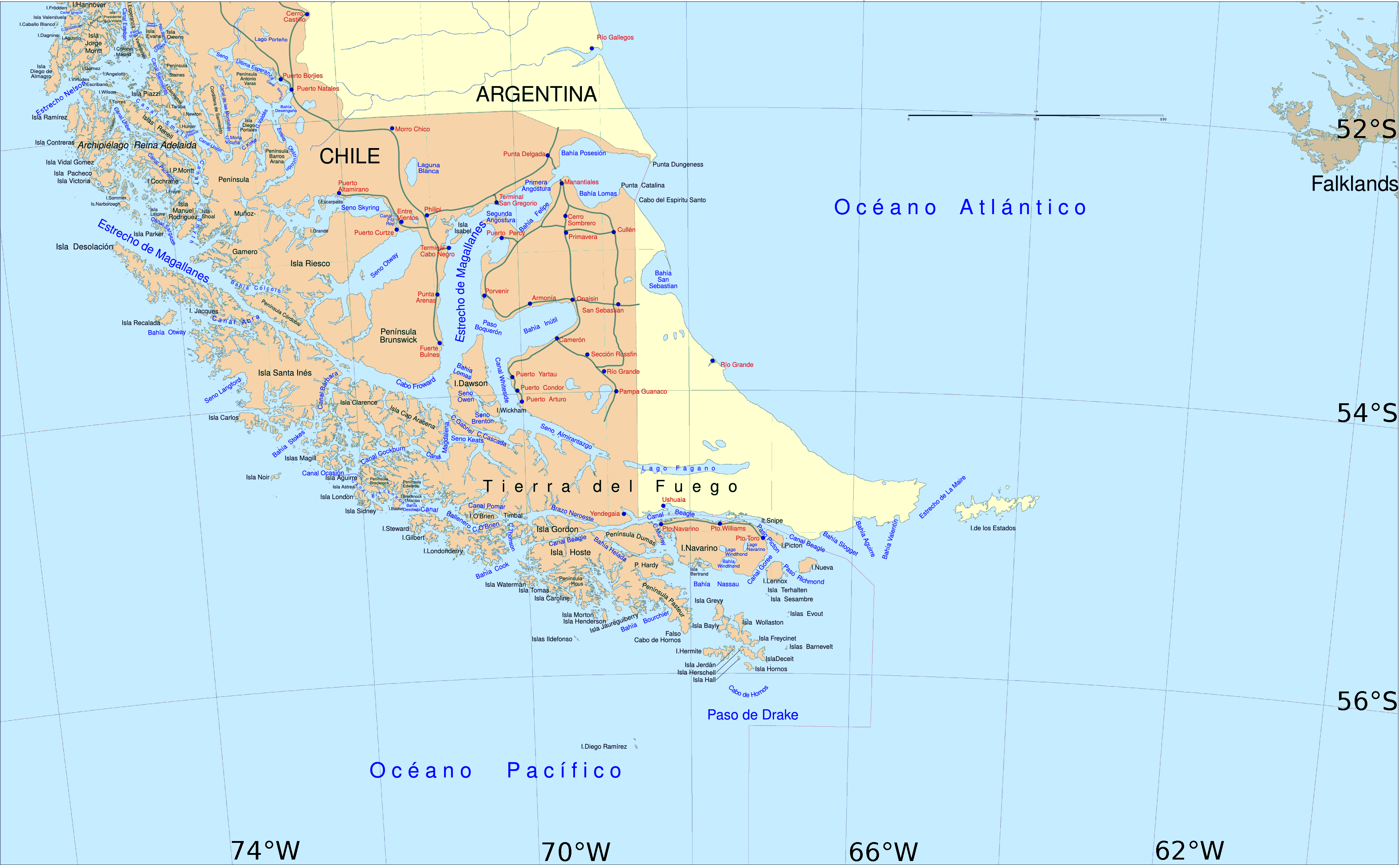
Der Seno Skyring im Norden der Insel Riesco

1958 kehrte Emperaire mit seiner Frau und seiner Tochter nach Chile zurück, um Ausgrabungen durchzuführen. Am 12. Dezember wurde er in einer Grotte bei Posonby auf der Insel Riesco durch einen Erdrutsch verschüttet, als er allein dort arbeitete. Zu spät wurde er von seiner Frau Annette Laming-Emperaire und einem Arbeiter geborgen. Wiederbelebungsversuche und auch Sanitäter, die umgehend von Punta Arenas kamen, konnten ihm nicht mehr helfen.
José Emperaire hinterließ ein wichtiges Lebenswerk. Seine Zeugnisse vom Leben der letzten reinen Kawesqarsind ein dauerhafter, bedeutender Beitrag zur Ethnologie an sich und speziell für die französische Ethnologie. Die große Zahl gesammelter Dokumente und Artefakte hat den Blick auf die Frühgeschichte der südlichsten Gebiete des südamerikanischen Kontinents nachhaltig verändert.
Das romanhaft gestaltete Buch Sie waren die ersten von Jean Raspail basiert zum großen Teil auf den Forschungsergebnissen von Emperaire und ist ihm auch gewidmet.